# Halecium spatulum
Halecium spatulum är en nässeldjursart som beskrevs av Watson 2000. Halecium spatulum ingår i släktet Halecium och familjen Haleciidae. Inga underarter finns listade i Catalogue of Life.